# ヤマブキショウマ
ヤマブキショウマ（山吹升麻、学名: Aruncus dioicus var. kamtschaticus ）はバラ科ヤマブキショウマ属の多年草。

## 名称
和名「ヤマブキショウマ」は、落葉低木のヤマブキ（バラ科）の葉に似るのでこの名がある。なお「ショウマ」（升麻）は本来サラシナショウマの仲間の植物の根茎を乾燥させた生薬名で、葉が麻（アサ）に似ることと、サラシナショウマを食べると精がつき俗に男性の陰部が上升（昇）するといわれることに由来する。
別名、チシマヤマブキショウマ、ウスバヤマブキショウマ。地方によっては、山菜名でジョンナとよばれている。中国植物名は、假升麻。

## 分布と生育環境
北海道、本州、四国、九州に分布し、山地の山道沿いの沢や斜面、雑木林内や林縁、草地、岩場などに生育する。湿り気のある場所であれば、高山帯の日陰でも日当たりのよい場所でも生える。特に崖のような斜面よりも、なだらかな草地のほうで大きな株が点在する。基本種は北半球温帯に広く分布する。

## 形態・生態
地下の根茎は太く、分枝する。株立ちするものが多く、茎に多少毛があり、高さは30 - 100センチメートル (cm) になる。葉は茎の上に数個互生し、2回3出複葉で、小葉は長さ3 - 10 cmになる卵円形で、先は尾状に細長くとがり、縁に欠刻と鋸歯がある。側脈が明瞭で、斜めに平行して11 - 15本あり、葉縁までとどく。
花期は6 - 8月。雌雄異株。茎先に枝分かれした円錐状の複総状花序をつけ、花序の長さは10 - 30 cmになり、黄白色の小さな花を多数つける。花は径約2.5ミリメートル (mm) 、萼は歯状に5裂、花弁はへら形で5個、雄蕊は花弁より長く、多数ある。雌花に子房が3個あり直立するが、果時には逆をむく。果実は袋果で、やや革質で光沢がある。
- 若い芽だしの頃。
- 葉は2回3出複葉。
- 果序が垂れ下がっているため果実が上向きになっている。
- 紅葉。

## 利用
春、茎が伸び、茎先の葉がまだ展開しないものは山菜として食用にされる。
採取時期は関東地方以西の暖地が4月ごろ、中部地方が4 - 5月、東北地方以北では5月ごろが適期とされ、葉が開く前に柔らかい若芽を折り取るように採取する。群生しているため、大量に採れることも多い。若芽はトリアシショウマ（ユキノシタ科）と混生していることもあり山菜採り初心者は間違えやすいが、総じて緑色で無毛であり、トリアシショウマの赤褐色と異なるため区別がつく。
特有の歯触りが失われないように軽く茹でて水にさらし、おひたし、ごまやクルミなどの和え物、バター炒めなどにしたり、生で天ぷらにする。和え物にするときは、辛子味噌やごま味噌などのこっくりとした味が合うといわれる。みそ漬けや塩漬けにして保存することもできる。

## 似た植物
葉や花が、ユキノシタ科のトリアシショウマによく似る。若い芽のうちは、トリアシショウマは茎が赤褐色で毛が生え、茎先が鳥の足状に3つに分枝するのに対し、本種は、茎が緑色で毛がなく、数段になって分枝する。同じ生育環境で、花期が同じ時期であるため、成長するとまぎらわしい。
本種は、側脈が平行して葉の縁にまで達し、側脈の平行した様子がはっきりしている点でトリアシショウマやトリアシショウマと同属のアカショウマと異なる。また、本種の雌花の心皮は3個であるのに対し、トリアシショウマ、アカショウマは2個である点で異なる。

## 分類
- ミヤマヤマブキショウマ Aruncus dioicus (Walter) Fernald var. astilboides (Maxim.) H.Hara - 岩手県早池峰山の特産。全体に小型で高さ25-50cm。葉に光沢があり、葉先は尾状に伸びない。果時に袋果は上を向く[10][15]。
- シマヤマブキショウマ Aruncus dioicus (Walter) Fernald var. insularis H.Hara - 伊豆七島の特産。苞、萼片、花弁、花柱が長い[10]。
- アポイヤマブキショウマ Aruncus dioicus (Walter) Fernald var. subrotundus (Tatew.) H.Hara - 北海道アポイ岳の特産。小葉が広楕円形で葉質が厚く硬い。葉先が尾状に伸びない[10][15]。絶滅危惧II類(VU)（2012年環境省レッドリスト）。

- ミヤマヤマブキショウマ
- ミヤマヤマブキショウマ